# جون كيركباتريك
جون كيركباتريك (بالإنجليزية: John Kirkpatrick)‏ هو عازف بيانو أمريكي، ولد في 18 مارس 1905 في نيويورك في الولايات المتحدة، وتوفي في 8 نوفمبر 1991 في إثاكا في الولايات المتحدة.

## وصلات خارجية
- جون كيركباتريك على موقع ميوزك برينز (الإنجليزية)
- جون كيركباتريك على موقع ديسكوغز (الإنجليزية)